# للبشرية جمعاء
للبشرية جمعاء (بالإنجليزية: For All Mankind)‏ هو فيلم وثائقي صدر في سنة 1989 عن برنامج أبولو لوكالة الفضاء الأمريكية من إخراج آل رينرت.

## روابط خارجية
- للبشرية جمعاء على موقع IMDb (الإنجليزية)
- للبشرية جمعاء على موقع روتن توميتوز (الإنجليزية)
- للبشرية جمعاء على موقع Turner Classic Movies (الإنجليزية)
- للبشرية جمعاء على موقع أول موفي (الإنجليزية)
- للبشرية جمعاء على موقع فيلمافينيتي (الإسبانية)
- للبشرية جمعاء على موقع قاعدة بيانات الأفلام السويدية (السويدية)
- للبشرية جمعاء على موقع قاعدة بيانات الفيلم (الإنجليزية)
- للبشرية جمعاء على موقع ليتربوكسد (الإنجليزية)
- للبشرية جمعاء على موقع كينوبويسك (الروسية)